# 朱陽鏢
東阿榮靖王朱陽鏢（1449年—1511年），明朝魯藩第二代東阿王，東阿端懿王朱泰壄的嫡第二子。

## 生平
景泰二年（1451年）五月，獲賜名陽鏢。朱陽鏢初封鎮國將軍。弘治八年（1495年）九月，東阿端懿王朱泰壄去世。弘治十一年（1498年）十二月，朱陽鏢襲封東阿王。
正德六年（1511年）四月，朱陽鏢去世，享年六十三歲，諡號榮靖。三年後，庶長子鎮國將軍朱當滰襲爵。

## 家庭

### 妻妾
- 王妃孔氏
- 继妃黄氏
- 妾吴氏

### 子
- 庶長子：鎮國將軍→東阿康惠王朱當滰
- 庶第二子：朱當潮[6]

### 女
- 臨城縣主，仪宾张俊[7]